# Чемпионат Швеции по фигурному катанию
Чемпионат Швеции по фигурному катанию (швед. Svenska Mästerskapen i Konståkning) — ежегодное соревнование по фигурному катанию среди шведских фигуристов. Спортсмены соревнуются в мужском и женском одиночном катании, парном фигурном катании.
Первый чемпионат был проведён в Стокгольме в 1895 году. Состязались только в мужском одиночном катании, женщины получили право на участие в 1908 году. Состязания в парном катании проводятся с 1912 года. Четвёртой категорией стали танцы на льду, они появились в национальном чемпионате лишь с 1991 года.

## Призёры

### Мужчины
| Медалисты в мужском одиночном катании | Медалисты в мужском одиночном катании | Медалисты в мужском одиночном катании | Медалисты в мужском одиночном катании | Медалисты в мужском одиночном катании |
| ------------------------------------- | ------------------------------------- | ------------------------------------- | ------------------------------------- | ------------------------------------- |
| Сезон                                 | Место                                 | Золото                                | Серебро                               | Бронза                                |
| 1895                                  | Стокгольм                             | Ульрих Сальхов                        | Тиодольф Борг                         | Й. Андерссон                          |
| 1896                                  | Стокгольм                             | Ульрих Сальхов                        | Тиодольф Борг                         | Якоб Андрен                           |
| 1897                                  | Гётеборг                              | Ульрих Сальхов                        | Тиодольф Борг                         | Э. Лагергрен                          |
| 1898- 1901                            | соревнования не проводились           | соревнования не проводились           | соревнования не проводились           | соревнования не проводились           |
| 1902                                  | Стокгольм                             | Якоб Андрен                           | Гуннар Стенберг                       | Э. Вирстрём                           |
| 1903                                  | соревнования не проводились           | соревнования не проводились           | соревнования не проводились           | соревнования не проводились           |
| 1904                                  | Евле                                  | Рикард Юханссон                       | Турен Пер                             | Брур Мейер                            |
| 1905                                  | Норрчёпинг                            | Турен Пер                             | Брур Мейер                            | С. Биллинг                            |
| 1906                                  | Гётеборг                              | Брур Мейер                            | Турен Пер                             | Рикард Юханссон                       |
| 1907                                  | Стокгольм                             | Турен Пер                             | Рикард Юханссон                       | Ивар Веннерхольм                      |
| 1908                                  | Карлстад                              | Рикард Юханссон                       | Турен Пер                             | Ivar von Feilitzen                    |
| 1909                                  | Евле                                  | Рикард Юханссон                       | Карл Аксель Хольмстрём                | B. Forsberg                           |
| 1910                                  | Фалун                                 | Рикард Юханссон                       | Йоста Сандаль                         | Карл Сандаль                          |
| 1911                                  | Стокгольм                             | Йоста Сандаль                         | Карл Сандаль                          | Туре Мутандер                         |
| 1912                                  | Гётеборг                              | Йоста Сандаль                         | Йиллис Графстрём                      | Улоф Хультгрен                        |
| 1913                                  | Стокгольм                             | Йоста Сандаль                         | Улоф Хультгрен                        | Харри Флоденберг                      |
| 1914                                  | соревнования не проводились           | соревнования не проводились           | соревнования не проводились           | соревнования не проводились           |
| 1915                                  | Стокгольм                             | Харальд Рут                           | Аксель Хюльтгрен                      | других участников не было             |
| 1916                                  | Стокгольм                             | Йоста Сандаль                         | Харальд Рут                           | Харри Флоденберг                      |
| 1917                                  | Стокгольм                             | Йиллис Графстрём                      | Харри Флоденберг                      | Ларс Графстрём                        |
| 1918                                  | Стокгольм                             | Йиллис Графстрём                      | Виктор Винберг                        | Туре Мутандер                         |
| 1919                                  | Стокгольм                             | Йиллис Графстрём                      | Виктор Винберг                        | Туре Мутандер                         |
| 1920                                  | Стокгольм                             | Виктор Винберг                        | Ларс Графстрём                        | Кай аф Экстрём                        |
| 1921                                  | Эскильстуна                           | Виктор Винберг                        | Кай аф Экстрём                        | других участников не было             |
| 1922                                  | Стокгольм                             | Ларс Графстрём                        | Туре Мутандер                         | Кай аф Экстрём                        |
| 1923                                  | Юрсхольм                              | Йоста Сандаль                         | Ларс Графстрём                        | Кай аф Экстрём                        |
| 1924                                  |                                       | Кай аф Экстрём                        |                                       |                                       |
| 1925                                  | соревнования не проводились           | соревнования не проводились           | соревнования не проводились           | соревнования не проводились           |
| 1926                                  |                                       | Туре Мутандер                         | Эйнар Тёрслефф                        |                                       |
| 1927                                  |                                       | Туре Мутандер                         |                                       |                                       |
| 1928                                  |                                       | Эйнар Тёрслефф                        |                                       |                                       |
| 1929                                  |                                       | Нильс Линдгрен                        |                                       |                                       |
| 1930                                  | соревнования не проводились           | соревнования не проводились           | соревнования не проводились           | соревнования не проводились           |
| 1931                                  |                                       | Виктор Винберг                        |                                       |                                       |
| 1932                                  |                                       | Нильс Линдгрен                        |                                       |                                       |
| 1933                                  |                                       | Нильс Линдгрен                        |                                       |                                       |
| 1934                                  |                                       | Нильс Линдгрен                        |                                       |                                       |
| 1935                                  |                                       | Нильс Линдгрен                        |                                       |                                       |
| 1936                                  |                                       | Нильс Линдгрен                        |                                       |                                       |
| 1937                                  |                                       | Бу Мутандер                           |                                       |                                       |
| 1938                                  | Стокгольм                             | Бу Мутандер                           | других участников не было             | других участников не было             |
| 1939                                  | Стокгольм                             | Бу Мутандер                           | Eric Hultén                           | Bengt von Feilitzen                   |
| 1940                                  |                                       | Бу Мутандер                           |                                       |                                       |
| 1941                                  | Стокгольм                             | Бу Мутандер                           |                                       | Харри Карлсон                         |
| 1942                                  |                                       | Бу Мутандер                           |                                       | Харри Карлсон                         |
| 1943                                  |                                       | Бу Мутандер                           | Свен Бранделиус                       |                                       |
| 1944                                  | Стокгольм                             | Бу Мутандер                           | Свен Бранделиус                       | других участников не было             |
| 1945                                  | Евле                                  | Бу Мутандер                           | Свен Бранделиус                       | Ульф Берендт                          |
| 1946                                  | Стокгольм                             | Бу Мутандер                           | Свен Бранделиус                       | других участников не было             |
| 1947                                  | Стокгольм                             | Ханс Линд                             | Ульф Берендт                          | других участников не было             |
| 1948                                  | Сольна                                | Ханс Линд                             | Свен Бранделиус                       | Харри Карлсон                         |
| 1949                                  | Стокгольм                             | Ханс Линд                             | Торгиль Розенберг                     | других участников не было             |
| 1950                                  | Бромма                                | Ханс Линд                             | Торгиль Розенберг                     | других участников не было             |
| 1951                                  | Стокгольм                             | Ханс Линд                             | Торгиль Розенберг                     | других участников не было             |
| 1952                                  | Реттвик                               | Ханс Линд                             | Ульф Берендт                          | Торгиль Розенберг                     |
| 1953                                  | Уппсала                               | Ханс Линд                             | Торгиль Розенберг                     | Ронни Халл                            |
| 1954                                  | Гётеборг                              | Ханс Линд                             | Ронни Халл                            | других участников не было             |
| 1955                                  | Стокгольм                             | Ханс Линд                             | Ронни Халл                            | других участников не было             |
| 1956                                  | Сёдертелье                            | Ханс Линд                             | Ронни Халл                            | Торгиль Розенберг                     |
| 1957                                  | Мальмё                                | Ханс Линд                             | Ронни Халл                            | Торгиль Розенберг                     |
| 1958                                  | Шёнсберг                              | Ронни Халл                            | Раймонд Викландер                     | Торгиль Розенберг                     |
| 1959                                  | Вестерос                              | Раймонд Викландер                     | Ронни Халл                            | Свен Петтерсон                        |
| 1960                                  | Лександ                               | Раймонд Викландер                     | Свен Петтерсон                        | других участников не было             |
| 1961                                  | Нючёпинг                              | Раймонд Викландер                     | Свен Петтерсон                        | Christer Ericsson                     |
| 1962                                  | Ландскруна                            | Раймонд Викландер                     | Свен Петтерсон                        | Hans-Åke Ahlgren                      |
| 1963                                  | Эстерсунд                             | Раймонд Викландер                     | Torgny Bergh                          | Свен Петтерсон                        |
| 1964                                  | Умео                                  | Ян Ульмарк                            | Раймонд Викландер                     | Torgny Bergh                          |
| 1965                                  | Стокгольм                             | Ян Ульмарк                            | Тони Бернтлер                         | Roger Johansson                       |
| 1966                                  | Вестерос                              | Ян Ульмарк                            | Тони Бернтлер                         | Томас Кальруд                         |
| 1967                                  | Эребру                                | Тони Бернтлер                         | Томас Кальруд                         | Ян Ульмарк                            |
| 1968                                  | Мура                                  | Томас Кальруд                         | Тони Бернтлер                         | Ян Ульмарк                            |
| 1969                                  | Ландскруна                            | Томас Кальруд                         | Тони Бернтлер                         | других участников не было             |
| 1970                                  | Йёнчёпинг                             | Томас Кальруд                         | Тони Бернтлер                         | других участников не было             |
| 1971                                  | Мальмё                                | Томас Кальруд                         | Томас Эберг                           | других участников не было             |
| 1972                                  | Сёдертелье                            | Томас Эберг                           | других участников не было             | других участников не было             |
| 1973                                  | Ландскруна                            | Томас Эберг                           | Per Andersson                         | Ronald Meissl                         |
| 1974                                  | Вестерос                              | Томас Эберг                           | Nils-Åke Nelson                       | Hans Wallon                           |
| 1975                                  | Сундсвалль                            | Томас Эберг                           | Томас Кальруд                         | Nils-Åke Nelson                       |
| 1976                                  | Хельсингборг                          | Томас Эберг                           | Томас Кальруд                         | Nils-Åke Nelson                       |
| 1977                                  | Стокгольм                             | Томас Эберг                           | Nils-Åke Nelson                       | Ларс Акессон                          |
| 1978                                  | Мальмё                                | Томас Эберг                           | Nils-Åke Nelson                       | Ларс Акессон                          |
| 1979                                  | Стокгольм                             | Тумас Эберг                           | Matthias Eidmann                      | Ларс Акессон                          |
| 1980                                  | Хельсингборг                          | Томас Эберг                           | Matthias Eidmann                      | Ларс Акессон                          |
| 1981                                  | Карлскруна                            | Ларс Акессон                          | Karel Landys                          | Петер Сёдерхольм                      |
| 1982                                  | Ландскруна                            | Ларс Акессон                          | Петер Сёдерхольм                      | Karel Landys                          |
| 1983                                  | Стокгольм                             | Ларс Акессон                          | Петер Сёдерхольм                      | других участников не было             |
| 1984                                  | Питео                                 | Ларс Акессон                          | Петер Юхансон                         | других участников не было             |
| 1985                                  | Хельсингборг                          | Ларс Акессон                          | Петер Юхансон                         | Петер Сёдерхольм                      |
| 1986                                  | Мальмё                                | Ларс Акессон                          | Петер Юхансон                         | Ким Кетельсен                         |
| 1987                                  | Эстерсунд                             | Петер Юхансон                         | Ким Кетельсен                         | других участников не было             |
| 1988                                  | Лидингё                               | Петер Юхансон                         | Ким Кетельсен                         | Эмануэль Анкорини                     |
| 1989                                  | Гётеборг                              | Петер Юхансон                         | Эмануэль Анкорини                     | Håkan Byström                         |
| 1990                                  | Эребру                                | Петер Юхансон                         | Эмануэль Анкорини                     | John Augustsson                       |
| 1991                                  | Вестерос                              | Никлас Карлссон                       | Håkan Byström                         | John Augustsson                       |
| 1992                                  | Мёльндаль                             | Эмануэль Анкорини                     | Никлас Карлссон                       | Håkan Byström                         |
| 1993                                  | Векшё                                 | Эмануэль Анкорини                     | Никлас Карлссон                       | Ludvig Mannbro                        |
| 1994                                  | Гётеборг                              | Тобиас Карлссон                       | Вели-Пекка Риихинен                   | Joel Mangs                            |
| 1995                                  | Линчёпинг                             | Вели-Пекка Риихинен                   | Ludvig Mannbro                        | Joel Mangs                            |
| 1996                                  | Хельсингборг                          | Ludvig Mannbro                        | Вели-Пекка Риихинен                   | других участников не было             |
| 1997                                  | Мальмё                                | Ludvig Mannbro                        |                                       |                                       |
| 1998                                  | не было участников                    | не было участников                    | не было участников                    | не было участников                    |
| 1999                                  | Эрншёльдсвик                          | Филип Стиллер                         | других участников не было             | других участников не было             |
| 2000                                  | Уппландс-Весбю                        | Кристоффер Бернтссон                  | Филип Стиллер                         | других участников не было             |
| 2001                                  | Шёвде                                 | Кристоффер Бернтссон                  | Филип Стиллер                         | других участников не было             |
| 2002                                  | Векшё                                 | Филип Стиллер                         | Mikael Olofsson                       | других участников не было             |
| 2003                                  | Уддевалла                             | Филип Стиллер                         | Duran O'Hara Lindblom                 | бронзового медалиста не было          |
| 2004                                  | Эребру                                | Кристоффер Бернтссон                  | Филип Стиллер                         | Duran O'Hara Lindblom                 |
| 2005                                  | Нючёпинг                              | Кристоффер Бернтссон                  | Филип Стиллер                         | Duran O'Hara Lindblom                 |
| 2006                                  | Карлскруна                            | Адриан Шультхайсс                     | Кристоффер Бернтссон                  | Филип Стиллер                         |
| 2007                                  | Бурос                                 | Кристоффер Бернтссон                  | Адриан Шультхайсс                     | Justus Strid                          |
| 2008                                  | Гётеборг                              | Кристоффер Бернтссон                  | Адриан Шультхайсс                     | других участников не было             |
| 2009                                  | Линчёпинг                             | Кристоффер Бернтссон                  | Александр Майоров                     | Anton Truvé                           |
| 2010                                  | Линчёпинг                             | Кристоффер Бернтссон                  | Адриан Шультхайсс                     | Александр Майоров                     |
| 2011                                  | Мальмё                                | Кристоффер Бернтссон                  | Адриан Шультхайсс                     | Александр Майоров                     |
| 2012                                  | Мальмё                                | Александр Майоров                     | Матиас Андерсон                       | Микаэль Нойман                        |
| 2013                                  | Векшё                                 | Александр Майоров                     | Ондрей Шпигль                         | Матиас Андерсон                       |
| 2014                                  | Векшё                                 | Александр Майоров                     | Маркус Бьёрк                          | Джозеф Оскарсен-Эрикссон              |
| 2015                                  | Вестерос                              | Ондрей Шпигль                         | Маркус Бьёрк                          | Тревор Бергквист                      |
| 2016                                  | Хельсингборг                          | Ондрей Шпигль                         | Илья Соломин                          | Тревор Бергквист                      |
| 2017                                  | Мальмё                                | Александр Майоров                     | Ондрей Шпигль                         | Маркус Бьёрк                          |
| 2018                                  | Шеллефтео                             | Александр Майоров                     | Илья Соломин                          | Даниэль Энгельсонс                    |
| 2019                                  | Карлскруна                            | Александр Майоров                     | Николай Майоров                       | Натран Цагай                          |
| 2020                                  | Ульрисехамн                           | Николай Майоров                       | Илья Соломин                          | Натран Цагай                          |
| 2023                                  | Бурос                                 | Андреас Нордебекк                     | Николай Майоров                       | Габриель Фолькессон                   |

### Женщины
| Медалисты в женском одиночном катании | Медалисты в женском одиночном катании | Медалисты в женском одиночном катании | Медалисты в женском одиночном катании | Медалисты в женском одиночном катании |
| ------------------------------------- | ------------------------------------- | ------------------------------------- | ------------------------------------- | ------------------------------------- |
| Сезон                                 | Место                                 | Золото                                | Серебро                               | Бронза                                |
| 1908                                  | Стокгольм                             | Эльна Монтгомери                      | других участников не было             | других участников не было             |
| 1909                                  | Чёпинг                                | Вальборг Линдаль                      | Ингеборг Клареус                      | других участников не было             |
| 1910                                  | Фалун                                 | Ева Линдаль                           | Свеа Нурен                            | Вальборг Линдаль                      |
| 1911                                  | Стокгольм                             | Магда Маурой                          | Элли Свенссон                         | других участников не было             |
| 1912                                  | Гётеборг                              | Эльна Монтгомери                      | Магда Маурой                          | Свеа Нурен                            |
| 1913                                  | Стокгольм                             | Свеа Нурен                            | Магда Маурой                          | Ирма Рагель                           |
| 1914                                  | соревнования не проводились           | соревнования не проводились           | соревнования не проводились           | соревнования не проводились           |
| 1915                                  | Стокгольм                             | Свеа Нурен                            | Магда Маурой                          | Ева Линдаль                           |
| 1916                                  | Стокгольм                             | Магда Маурой                          | Эльна Монтгомери                      | Ирма Рагель                           |
| 1917                                  | Стокгольм                             | Свеа Нурен                            | Магда Маурой                          | Грета Хельстрём                       |
| 1918                                  | Стокгольм                             | Магда Маурой                          | Рагнви Торслов                        | Анна-Лиза Коллин                      |
| 1919                                  | Стокгольм                             | Свеа Нурен                            | Магда Маурой                          | Рагнви Торслов                        |
| 1920                                  | Стокгольм                             | Рагнви Торслов                        | Маргит Эдлунд                         | Анна-Лиза Коллин                      |
| 1921                                  | Эскильстуна                           | Рагнви Торслов                        | Маргит Эдлунд                         | Анна-Лиза Коллин                      |
| 1922                                  | Стокгольм                             | Рагнви Торслов                        | Маргит Эдлунд                         | Анна-Лиза Коллин                      |
| 1923                                  | Юрсхольм                              | Рагнви Торслов                        | Грета Ниссен                          | Анна-Лиза Коллин                      |
| 1924                                  |                                       | Рагнви Торслов                        |                                       |                                       |
| 1925                                  | соревнования не проводились           | соревнования не проводились           | соревнования не проводились           | соревнования не проводились           |
| 1926                                  |                                       | Маргит Эдлунд                         | Викторин Ольссон                      |                                       |
| 1927                                  |                                       | Виви-Анн Хюльтен                      |                                       |                                       |
| 1928                                  |                                       | Виви-Анн Хюльтен                      |                                       |                                       |
| 1929                                  |                                       | Виви-Анн Хюльтен                      |                                       |                                       |
| 1930                                  | соревнования не проводились           | соревнования не проводились           | соревнования не проводились           | соревнования не проводились           |
| 1931                                  |                                       | Karin Berthold                        |                                       |                                       |
| 1932                                  |                                       | Karin Berthold                        |                                       |                                       |
| 1933                                  |                                       | Виви-Анн Хюльтен                      |                                       |                                       |
| 1934                                  |                                       | Виви-Анн Хюльтен                      |                                       |                                       |
| 1935                                  |                                       | Гун Эриксон                           |                                       |                                       |
| 1936                                  |                                       | Гун Эриксон                           |                                       |                                       |
| 1937                                  |                                       | Гун Эриксон                           |                                       |                                       |
| 1938                                  | Стокгольм                             | Гун Эриксон                           | Britta Råhlén                         | Грета Хедберг                         |
| 1939                                  | Стокгольм                             | Britta Råhlén                         | Соня Фурман                           | Maj-Britt Rönningberg                 |
| 1940                                  |                                       | Britta Råhlén                         | Соня Фурман                           |                                       |
| 1941                                  | Стокгольм                             | Соня Фурман                           | Май Бритт Рёнингберг                  | Britta Råhlén                         |
| 1942                                  |                                       | Britta Råhlén                         |                                       |                                       |
| 1943                                  |                                       | Britta Råhlén                         |                                       |                                       |
| 1944                                  | Стокгольм                             | Britta Råhlén                         | Гун Эриксон                           | Соня Фурман                           |
| 1945                                  | Евле                                  | Britta Råhlén                         | Гун Эриксон                           | Соня Фурман                           |
| 1946                                  | Стокгольм                             | Britta Råhlén                         | Гун Эриксон                           | Май Бритт Рёнингберг                  |
| 1947                                  | Стокгольм                             | Гун Эриксон                           | Маргарита Карлссон                    | Гун Хаммарин                          |
| 1948                                  | Сольна                                | Гун Эриксон                           | Маргарита Карлссон                    | Май Бритт Рёнингберг                  |
| 1949                                  | Стокгольм                             | Гун Эриксон                           | Май Бритт Гранер                      | Маргарита Карлссон                    |
| 1950                                  | Бромма                                | Гун Эриксон                           | Май Бритт Гранер                      | Маргарита Карлссон                    |
| 1951                                  | Стокгольм                             | Гун Эриксон                           | Маргарита Карлссон                    | Маргарита Брюнгард                    |
| 1952                                  | Реттвик                               | Гун Эриксон                           | Маргарита Брюнгард                    | Май Бритт Гранер                      |
| 1953                                  | Уппсала                               | Гун Эриксон-Мотандер                  | Маргарита Брюнгард                    | Алли Лундсрём                         |
| 1954                                  | Гётеборг                              | Гун Мотандер                          | Берит Андерссон                       | Алли Лундсрём                         |
| 1955                                  | Стокгольм                             | Маргарита Брюнгард                    | Алли Лундсрём                         | Берит Андерссон                       |
| 1956                                  | Сёдертелье                            | Алли Лундсрём                         | Берит Андерссон                       | Gunhild Frylén                        |
| 1957                                  | Мальмё                                | Алли Лундсрём                         | Gunhild Frylén                        | Бритта Эрикссон                       |
| 1958                                  | Шёнсберг                              | Gunhild Frylén                        | Бритта Эрикссон                       | Ulla Nedegård                         |
| 1959                                  | Вестерос                              | Gunhild Frylén                        | Ulla Nedegård                         | Gunilla Ljunggren                     |
| 1960                                  | Лександ                               | Gunhild Frylén                        | Бритта Эрикссон                       | Ulla Nedegård                         |
| 1961                                  | Нючёпинг                              | Бритта Эрикссон                       | Christina Ljunggren                   | Gunilla Ljunggren                     |
| 1962                                  | Ландскруна                            | Ann-Margreth Frei                     | Britt Elfving                         | Gunilla Ljunggren                     |
| 1963                                  | Эстерсунд                             | Ann-Margreth Frei-Käck                | Britt Elfving                         | Eva Brodén                            |
| 1964                                  | Умео                                  | Ann-Margreth Käck                     | Britt Elfving                         | Бритта Эрикссон                       |
| 1965                                  | Стокгольм                             | Britt Elfving                         | Görel Sigurdsson                      | Gunilla Victor                        |
| 1966                                  | Вестерос                              | Britt Elfving                         | Görel Sigurdsson                      | Christina Carlsson                    |
| 1967                                  | Эребру                                | Britt Elfving                         | Christina Carlsson                    | Gunilla Victor                        |
| 1968                                  | Мура                                  | Britt Elfving                         | Ева Херманссон                        | Louise Lettström                      |
| 1969                                  | Ландскруна                            | Britt Elfving                         | Ева Херманссон                        | Louise Lettström                      |
| 1970                                  | Йёнчёпинг                             | Анита Юхансон                         | Ева Херманссон                        | Anne Swärd                            |
| 1971                                  | Мальме                                | Анита Юхансон                         | Lise-Lotte Öberg                      | Louise Lettström                      |
| 1972                                  | Сёдертелье                            | Анита Юхансон                         | Lise-Lotte Öberg                      | Lena Håkansson                        |
| 1973                                  | Ландскруна                            | Lise-Lotte Öberg                      | Lena Håkansson                        | Eva Hansson                           |
| 1974                                  | Вестерос                              | Lise-Lotte Öberg                      | Eva Hansson                           | Lotta Crispin                         |
| 1975                                  | Сундсвалль                            | Lise-Lotte Öberg                      | Lotta Crispin                         | Eva Hansson                           |
| 1976                                  | Хельсингборг                          | Lise-Lotte Öberg                      | Lotta Crispin                         | Eva Hansson                           |
| 1977                                  | Стокгольм                             | Lotta Crispin                         | Бодил Олссон                          | Кристина Свенссон                     |
| 1978                                  | Мальмё                                | Бодил Олссон                          | Кристина Свенссон                     | Jeanette Capocci                      |
| 1979                                  | Стокгольм                             | Кристина Свенссон                     | Бодил Олссон                          | Lotta Falkenbäck                      |
| 1980                                  | Хельсингборг                          | Бодил Олссон                          | Катарина Линдгрен                     | Lotta Falkenbäck                      |
| 1981                                  | Карлскруна                            | Катарина Линдгрен                     | Кристина Свенссон                     | Kathinka Öberg                        |
| 1982                                  | Ландскруна                            | Катарина Линдгрен                     | Lotta Falkenbäck                      | Анетт Олссон                          |
| 1983                                  | Стокгольм                             | Катарина Линдгрен                     | Karin Starzmann                       | Lotta Falkenbäck                      |
| 1984                                  | Питео                                 | Катарина Линдгрен                     | Lotta Falkenbäck                      | Karin Starzmann                       |
| 1985                                  | Хельсингборг                          | Lotta Falkenbäck                      | Анетт Олссон                          | Karin Starzmann                       |
| 1986                                  | Мальмё                                | Lotta Falkenbäck                      | Анетт Олссон                          | Бригитта Андерссон                    |
| 1987                                  | Эстерсунд                             | Hélène Persson                        | Lotta Falkenbäck                      | Susanne Seger                         |
| 1988                                  | Лидингё                               | Lotta Falkenbäck                      | Hélène Persson                        | Susanne Seger                         |
| 1989                                  | Гётеборг                              | Hélène Persson                        | Lotta Falkenbäck                      | Maria Bergqvist                       |
| 1990                                  | Эребру                                | Hélène Persson                        | Ines Klubal                           | Jennie Broström                       |
| 1991                                  | Вестерос                              | Hélène Persson                        | Ines Klubal                           | Karin Starzmann                       |
| 1992                                  | Мёльндаль                             | Hélène Persson                        | Ines Klubal                           | Ann-Marie Söderholm                   |
| 1993                                  | Векшё                                 | Ann-Marie Söderholm                   | Linda Wallmark                        | Karin Starzmann                       |
| 1994                                  | Гётеборг                              | Linda Wallmark                        | Хелена Гюндберг                       | Линда Прамелиус                       |
| 1995                                  | Линчёпинг                             | Хелена Гюндберг                       | Jennifer Molin                        | Клара Брамфельд                       |
| 1996                                  | Хельсингборг                          | Linda Wallmark                        | Хелена Гюндберг                       | Клара Брамфельд                       |
| 1997                                  | Мальмё                                | Хелена Гюндберг                       | Клара Брамфельд                       | Сара Аксельссон                       |
| 1998                                  | Валлентуна                            | Анна Лундстрем                        | Клара Брамфельд                       | Jennifer Molin                        |
| 1999                                  | Эрншёльдсвик                          | Клара Брамфельд                       | Анна Лундстрем                        | Сара Аксельссон                       |
| 2000                                  | Уппландс-Весбю                        | Клара Брамфельд                       | Анна Лундстрем                        | Åsa Persson                           |
| 2001                                  | Шёвде                                 | Клара Брамфельд                       | Сара Аксельссон                       | Сюзан Густафсон                       |
| 2002                                  | Векшё                                 | Анна Лундстрем                        | Клара Брамфельд                       | Malin Hållberg-Leuf                   |
| 2003                                  | Уддевалла                             | Åsa Persson                           | Йоганна Гётессон                      | Анна Лундстрем                        |
| 2004                                  | Эребру                                | Йоганна Гётессон                      | Malin Hållberg-Leuf                   | Marie Skärgård                        |
| 2005                                  | Нючёпинг                              | Лина Юхансон                          | Malin Hållberg-Leuf                   | Josephine Ringdahl                    |
| 2006                                  | Карлскруна                            | Malin Hållberg-Leuf                   | Виктория Хельгессон                   | Nanna Nilsson                         |
| 2007                                  | Бурос                                 | Виктория Хельгессон                   | Лина Юхансон                          | Malin Hållberg-Leuf                   |
| 2008                                  | Гётеборг                              | Виктория Хельгессон                   | Malin Hållberg-Leuf                   | Мария Тайегорд                        |
| 2009                                  | Линчёпинг                             | Виктория Хельгессон                   | Линнея Мелльгрен                      | Ангелика Ульссон                      |
| 2010                                  | Линчёпинг                             | Виктория Хельгессон                   | Йоши Хельгессон                       | Ангелика Ульссон                      |
| 2011                                  | Мальмё                                | Виктория Хельгессон                   | Йоши Хельгессон                       | Линнея Мелльгрен                      |
| 2012                                  | Мальмё                                | Виктория Хельгессон                   | Йоши Хельгессон                       | Линнея Мелльгрен                      |
| 2013                                  | Векшё                                 | Йоши Хельгессон                       | Виктория Хельгессон                   | Изабель Ульссон                       |
| 2014                                  | Векшё                                 | Виктория Хельгессон                   | Йоши Хельгессон                       | Изабель Ульссон                       |
| 2015                                  | Вестерос                              | Виктория Хельгессон                   | Йоши Хельгессон                       | Изабель Ульссон                       |
| 2016                                  | Хельсингборг                          | Йоши Хельгессон                       | Изабель Ульссон                       | Матильда Альготссон                   |
| 2017                                  | Мальмё                                | Йоши Хельгессон                       | Матильда Альготссон                   | Анита Эстлунд                         |
| 2018                                  | Шеллефтео                             | Анита Эстлунд                         | Матильда Альготссон                   | Юсефин Тайегорд                       |
| 2019                                  | Карлскруна                            | Матильда Альготссон                   | Смилла Салкай                         | Юсефин Тайегорд                       |
| 2020                                  | Ульрисехамн                           | Анита Эстлунд                         | Юсефин Тайегорд                       | Эмели Линг                            |
| 2023                                  | Бурос                                 | Эмели Линг                            | Юсефин Тайегорд                       | Юлия Брувалль                         |

### Спортивные пары
| Медалисты в парном катании | Медалисты в парном катании                   | Медалисты в парном катании                   | Медалисты в парном катании                   | Медалисты в парном катании                   |
| -------------------------- | -------------------------------------------- | -------------------------------------------- | -------------------------------------------- | -------------------------------------------- |
| Год                        | Место                                        | Золото                                       | Серебро                                      | Бронза                                       |
| 1912                       | Гётеборг                                     | Эльна Монтгомери / Турен Пер                 | Вальборг Линдаль / Нильс Розениус            | Хельфрид Палм / Agar Palm                    |
| 1913                       | Стокгольм                                    | Элли Свенссон / Турен Пер                    | других участников не было                    | других участников не было                    |
| 1914                       | соревнования не проводились                  | соревнования не проводились                  | соревнования не проводились                  | соревнования не проводились                  |
| 1915                       | Стокгольм                                    | Хельфрид Палм / Агард Палм                   | Свеа Нурен / Харальд Рут                     | Ингеворга Карлсон / Гуннар Рут               |
| 1916                       | Стокгольм                                    | Хельфрид Палм / Агард Палм                   | других участников не было                    | других участников не было                    |
| 1917                       | Стокгольм                                    | Хельфрид Палм / Агард Палм                   | других участников не было                    | других участников не было                    |
| 1918                       | Стокгольм                                    | Хельфрид Палм / Агард Палм                   | Рагнви Торслов / Кай аф Экстрём              | других участников не было                    |
| 1919                       | Стокгольм                                    | Хельфрид Палм / Агард Палм                   | Рагнви Торслов / Кай аф Экстрём              | других участников не было                    |
| 1920                       | Стокгольм                                    | Рагнви Торслов / Кай аф Экстрём              | Анна-Майя Рут / Харальд Рут                  | других участников не было                    |
| 1921                       | Эскильстуна                                  | Эльна Хенриксон / Кай аф Экстрём             | Хельфрид Палм-Berghagen / Агард Палм         | других участников не было                    |
| 1922                       | Стокгольм                                    | Хелфрид Бергхаген / Агард Палм               | Эльна Хенриксон / Кай аф Экстрём             | Маргит Эдлунд / Андерс Палм                  |
| 1923                       | Юрсхольм                                     | Эльна Хенриксон / Кай аф Экстрём             | Маргит Эдлунд / Андерс Палм                  | других участников не было                    |
| 1924                       |                                              | Эльна Хенриксон / Кай аф Экстрём             | других участников не было                    | других участников не было                    |
| 1925                       | соревнования не проводились                  | соревнования не проводились                  | соревнования не проводились                  | соревнования не проводились                  |
| 1926                       |                                              | Маргит Эдлунд / Андерс Палм                  |                                              |                                              |
| 1927                       |                                              | Анна-Лиза Коллин / Einar Törsleff            |                                              |                                              |
| 1928                       |                                              | Анна-Лиза Коллин / Einar Törsleff            |                                              |                                              |
| 1929                       |                                              | Анна-Лиза Коллин / Einar Törsleff            |                                              |                                              |
| 1930                       | соревнования не проводились                  | соревнования не проводились                  | соревнования не проводились                  | соревнования не проводились                  |
| 1931                       |                                              | Анна-Лиза Коллин-Ридквист / Einar Törsleff   |                                              |                                              |
| 1932                       |                                              | Анна-Лиза Ридквист / Einar Törsleff          |                                              |                                              |
| 1933                       |                                              | Анна-Лиза Ридквист / Einar Törsleff          |                                              |                                              |
| 1934                       |                                              | Маргит Йозефсон / Андерс Палм                |                                              |                                              |
| 1935                       |                                              | Маргит Йозефсон / Андерс Палм                |                                              |                                              |
| 1936                       |                                              | Стина Пальме / Стиг Сторнфельт               |                                              |                                              |
| 1937                       |                                              | Стина Пальме / Стиг Сторнфельт               |                                              |                                              |
| 1938                       | Стокгольм                                    | Стина Пальме / Стиг Сторнфельт               | Gun Ericson / Бу Мутандер                    | других участников не было                    |
| 1939                       | Стокгольм                                    | Стина Пальме / Стиг Сторнфельт               | других участников не было                    | других участников не было                    |
| 1940                       |                                              | Britta Råhlén / Бу Мутандер                  |                                              |                                              |
| 1941                       | Стокгольм                                    | Britta Råhlén / Бу Мутандер                  |                                              |                                              |
| 1942                       |                                              | Britta Råhlén / Бу Мутандер                  |                                              |                                              |
| 1943                       |                                              | Britta Råhlén / Бу Мутандер                  |                                              |                                              |
| 1944                       | Стокгольм                                    | Britta Råhlén / Бу Мутандер                  | Гун Хаммарин / Свен Бранделиус               | Barbro Leidestam / Ханс Линд                 |
| 1945                       | Евле                                         | Britta Råhlén / Бу Мутандер                  | Гун Хаммарин / Свен Бранделиус               | Elsa Hartman / Fred Eriksson                 |
| 1946                       | Стокгольм                                    | Britta Råhlén / Бу Мутандер                  | Kerstin Wijkman / Harry Berlin               | Гун Хаммарин / Свен Бранделиус               |
| 1947                       | Стокгольм                                    | Kerstin Wijkman / Harry Berlin               | Бритта Линдмарк / Ульф Берендт               | Ann-Marie Winting / Sture Höidén             |
| 1948                       | Сольна                                       | Kerstin Wijkman / Harry Berlin               | Ann-Marie Winting / Sture Höidén             | Бритта Линдмарк / Ульф Берендт               |
| 1949                       | Стокгольм                                    | Бритта Линдмарк / Ульф Берендт               | Gertrud Mikhejew / Sture Höidén              | других участников не было                    |
| 1950                       | Бромма                                       | Gertrud Mikhejew / Sture Höidén              | соревнования не проводились                  | соревнования не проводились                  |
| 1951                       | Стокгольм                                    | Бритта Линдмарк / Ульф Берендт               | Birgitta Wennström / Sture Höidén            |                                              |
| 1952                       | Реттвик                                      | Бритта Линдмарк / Ульф Берендт               | Берит Андерссон / Торгиль Розенберг          | других участников не было                    |
| 1953                       | Уппсала                                      | Ulla-Britt Ekman / Ронни Халл                | Берит Андерссон / Торгиль Розенберг          | других участников не было                    |
| 1954                       | Гётеборг                                     | Бритта Линдмарк / Ульф Берендт               | Gun Mothander / Ханс Линд                    | других участников не было                    |
| 1955                       | Стокгольм                                    | Agneta Wale / Kristian Wale                  | Gun Mothander / Ханс Линд                    | Mona-Lisa Englund / Ронни Халл               |
| 1956                       | Сёдертелье                                   | Agneta Wale / Kristian Wale                  | Mona-Lisa Englund / Ронни Халл               | Gun Eklund / Inge Sterner                    |
| 1957                       | Мальмё                                       | Agneta Wale / Kristian Wale                  | Maud Levin / Inge Sterner                    | других участников не было                    |
| 1958                       | Шёнсберг                                     | Agneta Wale / Kristian Wale                  | Маргрит Ericson / Staffan Thorson            | Гун Йонссон / Раймонд Викландер              |
| 1959                       | Шёнсберг                                     | Agneta Wale / Kristian Wale                  | Маргрит Ericson / Staffan Thorson            | Гун Йонссон / Раймонд Викландер              |
| 1960                       | Лександ                                      | Agneta Wale / Kristian Wale                  | Маргрит Ericson / Staffan Thorson            | Гун Йонссон / Раймонд Викландер              |
| 1961                       | Нючёпинг                                     | Маргрит Ericson / Staffan Thorson            | Маргрит Andersson / Christer Ericsson        | Гун Йонссон / Раймонд Викландер              |
| 1962                       | Ландскруна                                   | Гуниль Линдберг / Gunnar de Shàrengrad       | Boel Lögdberg / Christer Ericsson            | G. Guggenheim / Inge Sterner                 |
| 1963                       | Эстерсунд                                    | Гуниль Линдберг / Gunnar de Shàrengrad       | Boel Lögdberg / Christer Ericsson            | Marie Gellermark / Conny Wilbe               |
| 1964                       | Умео                                         | Boel Lögdberg / Christer Ericsson            | Marie Gellermark / Conny Wilbe               | других участников не было                    |
| 1965                       | Стокгольм                                    | Marie Gellermark / Conny Wilbe               | других участников не было                    | других участников не было                    |
| 1966                       | Вестерос                                     | Marie Gellermark / Conny Wilbe               | других участников не было                    | других участников не было                    |
| 1967- 1974                 | соревнования в парном катании не проводились | соревнования в парном катании не проводились | соревнования в парном катании не проводились | соревнования в парном катании не проводились |
| 1975                       | Сундсвалль                                   | Kathinka Öberg / Тумас Эберг                 | других участников не было                    | других участников не было                    |
| 1976                       | Хельсингборг                                 | Kathinka Öberg / Тумас Эберг                 | других участников не было                    | других участников не было                    |
| 1977                       | Стокгольм                                    | Kathinka Öberg / Тумас Эберг                 | других участников не было                    | других участников не было                    |
| 1978- 2010                 | соревнования в парном катании не проводились | соревнования в парном катании не проводились | соревнования в парном катании не проводились | соревнования в парном катании не проводились |
| 2011                       | Мальмё                                       | Ronja Roll / Густаф Форсгрен                 | других участников не было                    | других участников не было                    |
| 2012                       | Мальмё                                       | Мишель Лундберг / Рикард Лундберг            | Ronja Roll / Густаф Форсгрен                 | других участников не было                    |
| 2013                       | Векшё                                        | Ronja Roll / Густаф Форсгрен                 | других участников не было                    | других участников не было                    |
| 2014- 2018                 | соревнования в парном катании не проводились | соревнования в парном катании не проводились | соревнования в парном катании не проводились | соревнования в парном катании не проводились |
| 2023                       | Бурос                                        | Грета Крафорд / Йон Крафорд                  | Не было других участников                    | Не было других участников                    |

### Танцы на льду
| Медалисты в танцах на льду | Медалисты в танцах на льду                   | Медалисты в танцах на льду                   | Медалисты в танцах на льду                   | Медалисты в танцах на льду                   |                           |
| -------------------------- | -------------------------------------------- | -------------------------------------------- | -------------------------------------------- | -------------------------------------------- | ------------------------- |
| Год                        | Место                                        | Золото                                       | Серебро                                      | Бронза                                       |                           |
| 1991                       | Вестерос                                     | Анна-Лена Андерссон / Дьюла Сомбатхей        | Аника Густафсон / Петер Улафссон             | других участников не было                    | других участников не было |
| 1992- 2017                 | соревнования в танцах на льду не проводились | соревнования в танцах на льду не проводились | соревнования в танцах на льду не проводились | соревнования в танцах на льду не проводились |                           |
| 2018                       | Шеллефтео                                    | Малин Мальмберг / Томас Нордаль              | других участников не было                    | других участников не было                    |                           |